# Skil
Skil es una marca de herramientas eléctricas, propiedad de Chervon (HK).
La sierra circular portátil (portable circular saw) fue inventada en 1924 por Edmond Michel, quien fundó con Jospeh L. Sullivan la Michel Electric Handsaw Company, renombrada después Skilsaw Inc. En un ejemplo de metonimia comercial, las sierras circulares portátiles son aún hoy a menudo llamadas Skilsaws o Skil saws. Skil continúa vendiendo al sucesor del Skilsaw original, el modelo 77.
En la década de 1950 la compañía volvió a cambiar de nombre, convirtiéndose en Skil Corporation, al mismo tiempo que traspasaba sus fronteras nacionales por primera vez, aunque mantuvo el nombre Skilsaw para nombrar a la marca en sus productos. Las ventas internacionales empezaron en Canadá, y poco después llegaron a Europa. Por aquel tiempo, Skil había entrado también en el mercado de consumo, y para 1959 tuvo una completa y exitosa variedad de herramientas DIY.
La fábrica europea fue construida en 1961 en Breda (Países Bajos), y poco después se estrenó la planta de motores eléctricos en la cercana Eindhoven. Desde la década de 1970 hasta la actualidad Skil ha formado una red de factorías, centros de servicios y oficinas de ventas en todo el mundo.
En 1979 Skil Corporation fue adquirida por Emerson Electric. En 1996 cambió de manos, pasando a ser propiedad de Bosch.
En 2016 pasó a manos de la compañía Chervon (HK).
Skil mantiene su sede principal europea en Breda, aunque la fabricación de las herramientas eléctricas para el mercado europeo está deslocalizado, realizándose principalmente en China. La sede neerlandesa se encarga del predesarrollo, logística, ventas, marketing y finanzas de la compañía.
Skil fue patrocinador principal del equipo ciclista neerlandés Skil-Shimano, de categoría Continental Profesional.